# Frente de Libertação Nacional de Sidama

Bandeira da organização.

A Frente de Libertação Nacional de Sidama, também conhecida como Frente de Libertação de Sidama  é um grupo rebelde na região de Sidama da Etiópia.  A organização aliou-se à Frente de Libertação Oromo em 2012 e à Frente de Libertação Nacional de Ogaden em 2015 contra a Frente de Libertação do Povo Tigray.

## Criação
A Frente de Libertação Nacional de Sidama foi estabelecida em c. 1999.

## Objetivos
A Frente de Libertação Nacional de Sidama  descreve seu objetivo como autodeterminação do povo sidama. Em 2016, representantes da organização reuniram-se com outros grupos em Asmara, criando a Aliança Popular para a Liberdade e a Democracia, que protestou contra a "repressão brutal dos manifestantes desarmados em Oromia pela Frente de Libertação do Povo Tigray". A aliança manifestou-se contra as corporações multinacionais e o governo dominado pela Frente de Libertação do Povo Tigray expropriando recursos naturais de comunidades agropastoris pobres e deslocando os habitantes. 

## Alianças
Em 2012, a Frente de Libertação Nacional de Sidama (na época, Frente de Libertação de Sidama), fez uma declaração conjunta com a Frente de Libertação Oromo, acusando a Frente de Libertação do Povo Tigray de criar deliberadamente um conflito violento entre os grupos sidama e oromo "através de ataques multifacetados". As duas organizações conjuntamente pediram para os "povos subjugados em geral" e aos oromos e sidamas para que evitassem serem atraídos para o conflito e "em vez disso, formar seu comitê de anciãos comum historicamente eficaz e resolver seus conflitos da maneira tradicional estabelecida." 
Em 2015, a Frente de Libertação Nacional de Sidama era aliada de dois outros grupos rebeldes, a Frente de Libertação Nacional de Ogaden e a Frente de Libertação Oromo, e lutava contra o governo da Etiópia, dominado pela Frente Democrática Revolucionária do Povo Etíope.